# Ébalo da Aquitânia
Ébalo da Aquitânia, chamado também Ébalo, o Piedoso ou Ébalo, o Bastardo (em latim: Ebalus; em francês: Ebles; 870 — 935) foi conde de Poitiers (902-935), duque da Aquitânia (antes de 890-893 e também em 927-932) e conde da Auvérnia (927-932).

## Biografia
Filho ilegítimo do rei da Aquitânia Ranulfo II de Poitiers e de mãe desconhecida..
Em 890, após a morte do seu pai, sucedeu-lhe no título de duque da Aquitânia, enquanto o seu irmão Ranulfo III de Poitiers herdou o condado de Poitiers. No ano seguinte casou-se com Aremburga.
Em 892 Aymar de Poitiers, com o apoio do rei da França Odão I, conquistou Poitiers e foi confirmado com o título pelo rei Odão. Ébalo refugiou-se na Auvérnia junto ao conde Guilherme da Aquitânia "o Piedoso" que aproveitou a ocasião para ficar, em 893, com a Aquitânia, exceto do condado de Poitiers.
Após a morte do meio-irmão, Ranulfo III, aproveitando a ausência de Aymar, em 902, conquistou Poitiers e depois derrotou Aymar em combate. O novo rei da França, Carlos III de França "o Simples" concedeu-lhe o título de conde de Poitiers, e pela sua vez, Ébalo distribuiu os viscondados aos seus fiéis.
Em 904 conquistou o condado de Limoges.
Em 910 Ébalo fez parte da armada que participou dos combates contra os viquingues, comandados por Rollo. A guerra entre os Francos e os viquingues prosseguiu também no ano seguinte e, em finais de 911, cada exército reconheceu a força do outro e estipularam o tratado de Saint-Clair-Sur-Epte, no qual foi acordado que os viquingues se afastariam da bacia do Sena, entre Ruão, Lisieux e Évreux e renderia homenagem ao rei dos francos, Carlos, receberiam o batismo e se empenhariam em defender o reino dos francos ocidentais ou da França.
Esse mesmo ano (911), Ébalo casou-se, em segundas núpcias, com Emiliana. De ela teve um filho, Ébalo, que foi abade Saint-Martin e de Maiscent, e depois bispo de Limoges.
Após a morte de Guilherme o Piedoso, Ébalo apoiou os sucessores Guilherme o Jovem e Alfredo, que o nomeou herdeiro.
Em 927, à morte de Alfredo, sucedeu-lhe nos títulos de duque da Aquitânia, conde de Auvérnia e conde de Berry. Em 929, o rei da França, Raul I, querendo reduzir a potência de Ébalo, primeiro tomou-lhe o condado de Berry e depois, em 932 transferiu os títulos de duque da Aquitânia e conde de Auvérnia ao conde de Tolosa Ramão Ponce.
Ébalo casou-se depois com Adele de Wessex, filha do rei da Inglaterra Eduardo o Velho.
Morreu em 935 deixando o título de conde de Poitiers ao seu filho Guilherme III da Aquitânia.

## Relações familiares
Filho ilegítimo do rei da Aquitânia Ranulfo II de Poitiers e de mãe desconhecida.. Casou por 3 vezes, uma em 911 com Emiliana, que faleceu em 915. O 2.º casamento ocorreu em 10 de outubro de 892 com Aremburga da Aquitânia, filha de Acfredo I de Carcassone (c. 820 - 906) e de Adelinda da Aquitânia. o 3.º casamento foi com Adele de Wessex, filha do rei de Inglaterra, Eduardo de Wessex "o Velho" (c. 874 - 15 de julho de 924) e de Elfleda.
Foi do casamento com Emiliana que nasceu:
1. Guilherme III da Aquitânia [3] "o Cabeça de Estopa" (915 - 3 de abril de 963) que foi duque da Aquitânia de 959 até 962 a sua morte, conde de Poitiers (como Guilherme I) a partir de 935 e Conde de Auvergne, a partir de 950.